# Lloyd James
Lloyd Stuart Roger James (Bristol, 16 febbraio 1988) è un calciatore gallese, centrocampista del Taunton Town.

## Carriera

### Club
Ha giocato nella seconda divisione inglese.

### Nazionale
Ha giocato nelle nazionali giovanili gallesi Under-17, Under-19 ed Under-21.

## Palmarès

### Club

#### Competizioni nazionali
- Football League Trophy: 1

Southampton: 2009-2010
- Southern Football League: 1

Taunton Town: 2021-2022